# Wawrzeńczyce (województwo małopolskie)
Wawrzeńczyce – wieś (dawniej miasto) w Polsce położona w województwie małopolskim, w powiecie krakowskim, w gminie Igołomia-Wawrzeńczyce.
Przez Wawrzeńczyce przebiega DK 79.
W roku 2021 we wsi mieszkało 1876 osób, z czego 50,1% mieszkańców stanowiły kobiety, a 49,9% mężczyźni.
Wawrzeńczyce uzyskało lokację miejską przed 1363 rokiem, zdegradowane po 1470 roku, ponowne nadanie praw miejskich przed 1727 rokiem, degradacja przed 1790 rokiem.
Piętnastowieczny herb miasta przedstawiał popiersie biskupa z głową nakrytą infułą.
| SIMC    | Nazwa      | Rodzaj    |
| ------- | ---------- | --------- |
| 0320093 | Błotko     | część wsi |
| 0320101 | Brzegi     | część wsi |
| 0320118 | Grobla     | część wsi |
| 0320124 | Hektary    | część wsi |
| 0320130 | Kolonia    | część wsi |
| 0320147 | Litwa      | część wsi |
| 0320153 | Odwiśle    | część wsi |
| 0320160 | Podgaje    | część wsi |
| 0320176 | Stara Wieś | część wsi |
| 0320182 | Ścieżczany | część wsi |

Do 1954 roku siedziba gminy Wawrzeńczyce. W latach 1975–1998 w województwie krakowskim.

## Położenie
Miejscowość położona na wschód od Krakowa nad lewym brzegu Wisły. Wieś znajduje się na płaskowzgórzu wznoszącym się nad łachą rzeki. Znajduje się w niej ujście potoku Kiklowiec (Ropotek).

## Historia
W średniowieczu własność biskupów krakowskich. W dokumencie z 1245 r. występuje pod nazwą Laurinceviz, w 1281 r. jako Wawrzynczicze. Przy przeprawie przez Wisłę i łachę wytworzyło się targowisko, w którym ludność z prawego brzegu Wisły, z Puszczy Niepołomickiej, wymieniała towary na produkty rolniczej ziemi proszowickiej. Początkowo zwała się Długą Wsią. Targowisko powstało w części zwanej Wawrzeńczycami i nazwa ta objęła z czasem całą miejscowość.
Według tradycji pierwszy kościół w Wawrzeńczycach powstał już wkrótce po zaprowadzeniu chrześcijaństwa. Parafia została urządzona prawdopodobnie w XII w. Murowany kościół, który zachował się w Wawrzeńczycach do dzisiaj, wzniósł biskup Iwo Odrowąż około 1223 roku.
W 1245 r. przebywał w Wawrzeńczycach arcybiskup gnieźnieński Fulko wraz z kanonikami oraz biskup krakowski Jan Prandota. W 1281 r. zawarta została ugoda pomiędzy Piotrem, rektorem kościoła w Bodzanowie, a klasztorem staniątkowskim. W 1282 r. biskup krakowski Paweł z Przemankowa zawarł układ z klasztorem w Staniątkach.
Przez pewien czas miejscowość występowała w dokumentach jako miasto. Miastem nazywa Wawrzeńczyce Jan Długosz. Nie jest znana data nadania praw miejskich. Prawdopodobnie było to tylko targowisko. Według Długosza nie było wymierzonych łanów, a tylko 7 domów mieszczańskich (domus civiles) z placami i kawałkami roli. Domy te nazywane były karczmami i należały do biskupa krakowskiego. Miejscowy pleban posiadał 19 takich domów (karczem). Pozostawały one pod jego jurysdykcją, płacąc mu czynsz o zróżnicowanej wysokości – od 5 groszy i dnia robocizny tygodniowo, do 1½ grzywny rocznie. Osady te były zobowiązane do dwóch powab dla biskupa. W Wawrzeńczycach znajdowała się łaźnia. Łaziennik płacił od niej trzy fertony i był zobowiązany do udostępniania łaźni za darmo plebanowi, wikariuszowi, ich służbie i scholarom. Karczmy zapewne funkcjonowały tylko w dni targowe.
W samej wsi (Długawieś) należącej do biskupów krakowskich znajdowało się 26 łanów kmiecych i 20 zagrodników. Połowę dziesięciny o wartości 40 grzywien pobierał miejscowy pleban. Drugą połowę krakowska prebenda katedralna nazywana wawrzyniecką. Folwark biskupi oddawał dziesięcinę plebanowi. Do uposażenia plebana w Wawrzyńczycach należała też wieś Wygnanów o 6 łanach. Wawrzeńczyce połączone były z Krakowem publicznym traktem.
Rejestry poborowe z 1490 r. i późniejsze nie określają już Wawrzeńczyc jako miasta. W 1581 r. część biskupia Wawrzeńczyc płaciła podatek od 20 łanów kmiecych, 4 zagrodników z rolą, 6 czynszowników, 6 komorników z bydłem, 12 komorników bez bydła, 5 rzemieślników, 3 piekarzy, 2 półłanków karczemnych i jednego rzeźnika. Dwie części plebańskie płaciły od 15 zagrodników, 1 komornika z bydłem, 10 komorników bez bydła, 4 rzemieślników, 4 rzeźników i 1 dudy. W Wawrzeńczycach nie było już wówczas tylu karczmarzy co w czasach Długosza, ale duża liczba rzemieślników, piekarzy i rzeźników nadawała osadzie charakter targowiska.
W XVIII wieku znajdował się tu dwór biskupów krakowskich.
Spis z 1827 r. wykazał 220 domów i 1561 mieszkańców. Słownik geograficzny Królestwa Polskiego z lat 80. XIX w. podaje, że wieś posiadała kościół parafialny, szkołę początkową oraz przytułek dla starców. Już w tym czasie wieś była siedzibą gminy. Gmina Wawrzeńczyce miała 3779 mieszkańców i powierzchnię 5075 mórg.

## Zabytki
Obiekt wpisany do rejestru zabytków nieruchomych województwa małopolskiego.
- kościół parafialny pw. św. Zygmunta i św. Marii Magdaleny, dzwonnica, otoczenie, drzewostan.

Kościół z 1223 r. wzniesiony z inicjatywy biskupa Iwona Odrowąża. W XV w. gruntownie przebudowany w stylu gotyckim. Mimo kilku kolejnych przebudów świątynia zachowała szereg elementów gotyckich. W latach 1919–1932 powstała kaplica Matki Boskiej Bolesnej, dobudowana do nawy kościoła.

## Edukacja i sport
- Szkoła Podstawowa im. Tadeusza Kościuszki w GCE w Wawrzeńczycach;
- Gimnazjum im. Świętej Jadwigi Królowej Polski w GCE W Wawrzeńczycach;
- Samorządowe Przedszkole w Wawrzeńczycach.

We wsi działa klub sportowy „KS Nowa Wawrzynianka Wawrzeńczyce” założony w 1927 roku, w sezonie 2017/2018 brał udział w rozgrywkach wielickiej C Klasy.